# Stelis micheneri
Stelis micheneri är en biart som beskrevs av Linsley 1939. Stelis micheneri ingår i släktet pansarbin, och familjen buksamlarbin. Inga underarter finns listade i Catalogue of Life.